# Martijn Hillenius
 (janvier 2019).
Si vous disposez d'ouvrages ou d'articles de référence ou si vous connaissez des sites web de qualité traitant du thème abordé ici, merci de compléter l'article en donnant les références utiles à sa vérifiabilité et en les liant à la section « Notes et références ».
Martijn Hillenius, né le 15 avril 1981 à Leyde,, est un acteur et scénariste néerlandais.

## Filmographie

### Acteur
- 2014 : Aanmodderfakker de Michiel ten Horn : Tim[3]
- 2015 : Match final de Maurice Trouwborst : Douwe[4]
- 2018 : Taal is zeg maar echt mijn ding (nl) de Barbara Bredero : Jurgen[5]

### Scénariste
- 2012 : Sweet Love de Albert Jan van Rees[6]
- 2013 : Fingers de Michiel ten Horn
- 2015 : Gips de Jeroen Houben[7]
- 2016 : Fissa de Bobby Boermans[8]